# Hajen 3-D
Hajen 3-D (engelska: Jaws 3-D) är en amerikansk skräckfilm/thriller från 1983 i regi av Joe Alves med Dennis Quaid i huvudrollen. Filmen hade världspremiär i USA den 22 juli 1983. Filmen var en av de första kommersiellt framgångsrika 3D-filmerna.

## Handling
Kathryn och Mike arbetar på Sea World. De får i uppdrag att leta efter Overman som blivit attackerad av en haj. De blir själva attackerade, men räddas av två delfiner. De lyckas söva hajen, men den dör olyckligtvis när den flyttas till en utställningsbassäng. När den döda hajens mor attackerar parkens undervattenstunnlar som då springer läck, utbryter stor panik.
Senare på kvällen försöker de döda hajen.

## Om filmen
Filmen är inspelad i Orlando, Florida. Den hade världspremiär i USA den 22 juli 1983 och svensk premiär den 21 december samma år, åldersgränsen är 15 år.
Filmen fick namnet Hajen 3 (Jaws 3 på engelska) på DVD/VHS släpp; då 3D på hemvisning var omöjligt fram till utgivningen av 3DTV. Några har ansett denna film som en spinoff till serien snarare än en uppföljare även om trean finns i namnet, att 3-D syftar på filmens utbud snarare än en tillsättning. I filmen Hajen 4 som utkom fyra år senare så har majoriteten av denna films händelser blivit ignorerade vilket sänker Hajen 3-D's känsla som en äkta uppföljning i serien.

## Rollista (urval)
| Dennis Quaid        | – Mike Brody         |
| Bess Armstrong      | – Kathryn Morgan     |
| Simon MacCorkindale | – Philip FitzRoyce   |
| Louis Gossett Jr.   | – Calvin Bouchard    |
| Lea Thompson        | – Kelly Ann Bukowski |

### Fotnoter
1. ↑  ”Jaws 3-D” (på engelska). Box Office Mojo. 22 juli 1983. http://www.boxofficemojo.com/movies/?id=jaws3d.htm. Läst 28 augusti 2016.
2. ↑  Fredrik Hofgaard (11 januari 2007). ”Film - nu i fyra dimensioner”. Aftonbladet. http://www.aftonbladet.se/nyheter/article11032005.ab. Läst 27 augusti 2016.